# L'ammutinamento (film 1928)
L'ammutinamento (Мятеж, Mjatež) è un film muto del 1928 diretto da Semёn Alekseevič Timošenko.